# Кириакулис Мавромихалис
 Кириакулис Мавромихалис (на гръцки: Κυριακούλης Μαυρομιχάλης) е гръцки политик, министър-председател на Гърция в периода 1909 – 1910 г.

## Биография
Роден е през 1850 г. в Атина, произхожда от областта Мани (Пелопонес), син е на известния гръцки революционен деец Петрос Мавромихалис.
Завършва политически науки във Франция. Първоначално е привърженик на Теодорос Займис, а по-късно влиза в партията на Теодорос Делиянис. Министър в правителствата на Делиянис и Димитрис Ралис – министър на вътрешните работи (1895, 1902, 1903) и министър на войската (1904).
След убийството на Делиянис става лидер на партията. Избран е за министър-председател на 17 август 1909. Поради разногласия с Военната лига подава оставка на 10 януари 1910 г.